# 2025 no Brasil
Esta é uma cronologia dos principais fatos ocorridos no ano de 2025 no Brasil, o 203º da Independência e 137º da República.

## Incumbentes
- Presidente do Brasil
  - Luiz Inácio Lula da Silva (2023 – atualmente)
- Vice-presidente do Brasil
  - Geraldo Alckmin (2023 – atualmente)
- Presidente da Câmara dos Deputados
  - Arthur Lira (2021 – 2025)
  - Hugo Motta (2025 – atualmente)
- Presidente do Senado Federal
  - Rodrigo Pacheco (2021 – 2025)
  - Davi Alcolumbre (2025 – atualmente)
- Presidente do Supremo Tribunal Federal
  - Luís Roberto Barroso (2023 – atualmente)

## Eventos

### Janeiro
- 1 de janeiro
  - Posse de prefeitos e vereadores eleitos nas eleições municipais de 2024.[1]
  - Obras de Oswald de Andrade, Getúlio Vargas e outros autores do Brasil e Europa mortos em 1954 entrarão em domínio público.
- 6 de janeiro – Adilson Custódio Moreira, secretário-adjunto de Segurança Pública do município de Osasco, é feito refém e morto a tiros por guarda-civil na sede da Prefeitura.[2]
- 7 de janeiro – Um acidente envolvendo um ônibus da empresa Baleia Turismo tombou em Corrente, no Piauí, deixando 7 pessoas mortas e 19 feridos.[3]
- 9 de janeiro – Avião de pequeno porte com cinco tripulantes a bordo explode enquanto aterrizava em aeródromo de Ubatuba, São Paulo. O piloto morreu no local, e outros quatro ocupantes foram socorridos com vida.[4]
- 11 de janeiro – Ataque a tiros deixa duas pessoas mortas e outras seis feridas em assentamento do MST em Tremembé, São Paulo.[5]
- 12 de janeiro
  - Um incêndio atinge parte do Mercado popular da Uruguaiana, na região central do Rio de Janeiro. Ninguém ficou ferido.[6]
  - Fortes chuvas provocam enchentes e deslizamentos de terra na Região Metropolitana do Vale do Aço, em Minas Gerais, deixando pelo menos onze mortos.[7]
- 13 de janeiro – Uma lei que restringe o uso de smartphones em escolas de todo o país entra em vigor.[8]
- 16 de janeiro – Um helicóptero com quatro pessoas a bordo cai em Caieiras, na Região Metropolitana de São Paulo. Duas pessoas morreram e outras duas foram resgatadas com vida.[9]
- 24 de janeiro
  - Megaoperação no Complexo do Alemão e no Complexo da Penha, no Rio de Janeiro, deixa 5 mortos e 9 feridos.[10]
  - A cidade de São Paulo entrou em estado de atenção em razão de fortes chuvas. O temporal inundou ruas e estações de metrô, 140 mil residências ficaram sem luz e parte do teto do shopping center norte desabou.[11]
- 27 de janeiro – Três pessoas morrem em queda de helicóptero na área rural de Cruzília, Minas Gerais.[12]

### Fevereiro
- 1 de fevereiro
  - Davi Alcolumbre (UNIÃO/AP) é eleito presidente do Senado Federal.[13]
  - Hugo Motta (Republicanos/PB) é eleito presidente da Câmara dos Deputados.[14]
  - 12 pessoas são hospitalizadas após conflito entre torcidas organizadas do Santa Cruz e Sport Recife, horas antes do início da partida, 14 pessoas foram presas em flagrante.[15][16]
- 4 de fevereiro – A holding Editora Três, dona da revista IstoÉ, tem falência decretada pelo Tribunal de Justiça de São Paulo após não pagar credores e funcionários. As dívidas alcançaram R$ 828 milhões.[17][18]
- 5 de fevereiro
  - Desaba parte do teto da Igreja de São Francisco, localizada no Centro Histórico de Salvador, o que resultou na morte de uma turista, além de outras 5 pessoas feridas.[19]
  - Fortes chuvas deixam sete mortos e 301 desabrigados e desalojados na Grande Recife.[20]
- 7 de fevereiro – Acidente na Avenida Marques de São Vicente em São Paulo envolvendo um veículo aéreo Beechcraft King Air, um ônibus da Viação Santa Brigida e uma moto, matam 2 pessoas e ferem outras 8. [21][22]
- 12 de fevereiro
  - Um avião Boeing 737 Max da Gol colide com um carro de manutenção durante sua decolagem no Aeroporto do Galeão, no Rio de Janeiro.[23][24]
  - Incêndio em uma fábrica de fantasias de Carnaval em Ramos, Zona Norte do Rio de Janeiro, deixa 21 feridos.[25]
  - Incêndio de grandes proporções atinge galpão no bairro do Limão, zona norte de São Paulo.[26]
- 14 de fevereiro – O sistema de alerta de terremotos do Android notifica falso terremoto para moradores dos estados do Rio de Janeiro, São Paulo e Minas Gerais.[27]
- 15 de fevereiro – Avião de pequeno porte cai em Quadra, interior de São Paulo, matando as duas pessoas que estavam a bordo.[28]
- 20 de fevereiro – Acidente entre caminhão e ônibus universitário deixa 12 mortos e 21 feridos na rodovia Waldir Canevari, em São José da Bela Vista, interior de São Paulo.[29]
- 26 de fevereiro – Independente de Boa Vista conquista o título do Carnaval de Vitória pela sétima vez, com o enredo "Os Olhos do Mundo: Assombros de Sebastião Salgado".[30]

### Março
- 4 de março – Rosas de Ouro conquista o título do Carnaval de São Paulo pela oitava vez, quebrando um jejum de 15 anos, com o enredo "Rosas de Ouro em Uma Grande Jogada".[31]
- 5 de março – Beija-Flor conquista o título do Carnaval do Rio de Janeiro pela décima quinta vez, quebrando um jejum de 7 anos, com o enredo "Laíla de Todos os Santos, Laíla de Todos os Sambas".[32]
- 15 de março – O I Tribunal do Júri do Rio de Janeiro condena Aleson Cristiano de Olveira Fonseca e Fábio Pirineus da Silva pelo Assassinato de Moïse Kabagambe. Alesson foi condenado a 23 anos, 7 meses e 10 dias de prisão, enquanto Fábio foi condenado a 19 anos, 6 meses e 20 dias de prisão.[33]
- 18 de março – O ex-presidente da época da redemocratização do país, José Sarney, recebe homenagem no Congresso Nacional ao serem completados o aniversário de 40 anos do retorno do Estado Democrático de Direito.
- 26 de março – Por 5 votos a 0, a primeira turma do Supremo Tribunal Federal aceita a denúncia da PGR que acusa o ex-presidente Jair Bolsonaro e outros aliados de envolvimento no planejamento de um golpe de Estado após as eleições presidenciais de 2022.[34]
- 28 de março – O Tribunal Superior da Catalunha absolveu Daniel Alves da condenação por estupro, anulando a sentença que o havia condenado a 4 anos e 6 meses de prisão. A decisão, unânime, destacou a falta de provas concretas para sustentar a acusação. Com isso, Daniel Alves, que passou mais de um ano preso, fica em liberdade e sem pendências judiciais na Espanha.[35]

### Abril
- 4 de abril – O diplomata e escritor Edgard Telles Ribeiro toma posse na ABL, ocupando a cadeira 27, que pertenceu ao poeta Antônio Cícero.[36]
- 8 de abril
  - Bandidos promovem ataques violentos à prédios públicos em Guaxupé, Minas Gerais. Um policial ficou ferido.[37]
  - Um ônibus tombou na MG-223, no trecho entre Araguari e Tupaciguara, em Minas Gerais. 11 pessoas morreram e 36 ficaram feridas.[38]
- 11 de abril – Ambulante senegalês morre após ser baleado por um policial militar durante uma ação de fiscalização da Prefeitura de São Paulo, na região do Brás, centro da Capital, a Polícia Militar de São Paulo decidiu por afastar o agente autor dos disparos.[39]
- 21 de abril – Um incêndio de grandes proporções atinge uma plataforma de petróleo da Petrobras na Bacia de Campos, deixando 32 trabalhadores feridos.[40]
- 23 de abril – Uma operação conjunta da Polícia Federal e da Controladoria-Geral da União investiga fraudes no Instituto Nacional do Seguro Social (INSS). Seis servidores públicos foram afastados de suas funções pela Justiça, entre eles o presidente do INSS, Alessandro Stefanutto, que acabou demitido do cargo.[41][42]
- 23 de abril – A deputada federal Fernanda Melchionna (PSOL - RS) apresentou à Câmara de Deputados uma indicação ao governo federal que solicitava um crédito de R$ 6,3 bilhões para ressarcir os aposentados e pensionistas afetados pelo esquema de fraudes contra pensionistas do INSS.[43]
- 25 de abril – Ex-presidente Fernando Collor é preso em Alagoas por determinação do Supremo Tribunal Federal (STF) para o cumprimento de sua condenação por corrupção passiva e lavagem de dinheiro.[44]
- 26 de abril – TV Globo completa 60 anos.[45]

### Maio
- 7 de maio – A Câmara dos Deputados aprova a sustação da ação penal contra o deputado federal Alexandre Ramagem, no Supremo Tribunal Federal, réu em cinco processos. Em julgamento posterior, Primeira Turma do STF mantém parte da ação.[46][47]
- 15 de maio
  - A 1ª turma do STF condena, por unanimidade, a deputada federal Carla Zambelli a 10 anos de reclusão por ordenar a invasão do sistema eletrônico do CNJ em 2023. A deputada informou que recorreria da decisão ao tribunal pleno da Corte.[48]
  - O Tribunal de Justiça do Estado do Rio de Janeiro determina o afastamento de Ednaldo Rodrigues da presidência da CBF.[49]
- 16 de maio
  - O Ministério da Agricultura confirma primeiro caso de gripe aviária, foco se deu em uma granja comercial em Montenegro, Rio Grande do Sul. China, União Europeia e Argentina suspendem, as importações da carne de frango do Brasil por 60 dias.[50][51]
  - Marcos Roberto de Almeida, conhecido como "Tuta" e apontado como novo número 1 do PCC, é preso pela Polícia Federal em Santa Cruz de la Sierra, na Bolívia.[52]
- 30 de maio – O juízo da 1ª Vara do Júri de São Paulo condena Paulo Cupertino a 98 anos de prisão pelos homicídios de Rafael Miguel e de seus pais cometidos em 2019.[53]

### Junho
- 3 de junho
  - A deputada federal Carla Zambelli (PL/SP) deixa o Brasil após sua condenação a 10 anos de reclusão por decisão do Supremo Tribunal Federal.[54]
  - O CNJ aposenta compulsoriamente o juiz federal Marcelo Bretas. O magistrado respondia a três procedimentos relacionados a irregularidades em sua atuação nos processos da Operação Lava Jato no Rio de Janeiro.[55]
- 13 de junho – O ativista brasileiro e internacionalista Thiago Ávila retorna ao Brasil após ter sido sequestrado, preso e deportado de Israel durante sua missão no navio Madleen, que buscava levar ajuda humanitária à Faixa de Gaza.[56]
- 15 de junho – Ato nacional em diversas regiões do país, reunindo milhares de pessoas na capital paulista, em defesa da população palestina.[57]
- 17 de junho
  - Assassinato da vereadora de Formigueiro (RS), Elisane dos Santos (PT).
  - Após 13 meses da maior enchente da história do Rio Grande do sul, o estado volta a sofrer com novas enchentes, que deixam 6,9 mil desabrigados e desalojados e 5 mortos.[58]
- 21 de junho – Um balão tripulado despencou do céu depois de incendiar-se em Praia Grande, Santa Catarina. Vinte e uma pessoas estavam a bordo, das quais oito morreram.[59]
- 24 de junho – A publicitária brasileira Juliana Marins é encontrada morta quatro dias após cair durante uma trilha no Monte Rinjani, na Ilha de Lomboque, Indonésia.[60]
- 27 de junho – O prefeito de Palmas, Eduardo Siqueira Campos, é preso em operação que investiga vazamento de informações sigilosas do Superior Tribunal de Justiça.[61]
- 30 de junho
  - Boi Garantido conquista o título do 58° Festival Folclórico de Parintins.[62]
  - Conclusão da terceira etapa do desligamento do sinal analógico nos demais municípios que já fizeram a digitalização total dos canais de televisão em todos os estados brasileiros (exceto o Rio Grande do Sul).[63][64]

### Julho
- 6 e 7 de julho – Décima sétima cúpula do BRICS é realizada no Rio de Janeiro.[65]
- 12 de julho – José Roberto de Castro Neves toma posse na Academia Brasileira de Letras.[66]
- 15 de julho – Em decisão monocrática, o ministro do STF, Dias Toffoli anula todos os atos processuais da 13ª Vara Federal de Curitiba na Operação Lava Jato contra o doleiro Alberto Youssef.[67]
- 16 de julho – Um acidente envolvendo uma carreta, um micro-ônibus e um ônibus na BR-153, altura de Porangatu, Goiás, mata cinco pessoas.[68]
- 29 de julho
  - Centenário do jornal O Globo e do Grupo Globo.[69]
  - A deputada federal Carla Zambelli (PL/SP) é presa na Itália.[70]
- 30 de julho – Um incêndio de grandes proporções atinge uma área de mata entre os municípios de Pavussu e Canto do Buriti, no Piauí.[71]

### Agosto
- 4 de agosto – O ex-presidente Jair Bolsonaro tem prisão domiciliar decretada pelo ministro do STF Alexandre de Moraes, após descumprir medidas cautelares impostas anteriormente.[72]
- 5 de agosto – Um incêndio de grandes proporções atinge dois galpões em Manaus, Amazonas. O local era utilizado por duas empresas e uma gestante se feriu com as queimaduras.[73]
- 8 de agosto
  - Miriam Leitão toma posse na Academia Brasileira de Letras.[74]
  - Acidente entre ônibus e carreta deixa 11 mortos e mais de 40 feridos na BR-163 em Lucas do Rio Verde, Mato Grosso.[75]
- 9 de agosto – Duas pessoas morrem em queda de avião de pequeno porte no Parque Nacional dos Lençóis Maranhenses.[76]
- 12 de agosto – Explosão em uma fábrica de explosivos na região metropolitana de Curitiba, mata nove pessoas, todos funcionários da empresa.[77]
- 14 de agosto – A Polícia Federal deflagra a Operação Estafeta  que investiga um suposto esquema de corrupção e lavagem de dinheiro na prefeitura de São Bernardo do Campo. O prefeito Marcelo Lima, um dos alvos da ação é afastado do cargo.[78]
- 15 de agosto – O influenciador Hytalo Santos é preso em Carapicuíba, São Paulo sob acusação de tráfico humano e exploração sexual infantil em conteúdos produzidos para as redes sociais.[79]

## Eventos previstos
- 6 a 14 de setembro – É realizada a segunda edição do The Town.[80]
- 10 a 12 de outubro – Será realizada a 6ª edição do Tomorrowland Brasil, no Parque Maeda, em São Paulo.[81]
- 10 a 21 de novembro – Realização da COP 30 em Belém, no Pará.[82]

## Cinema e televisão
- 5 de janeiro – Fernanda Torres vence o Globo de Ouro na categoria de Melhor Atriz de Drama pelo filme Ainda Estou Aqui, tornando-se a primeira atriz brasileira a vencer essa categoria.[83]
- 23 de janeiro – O filme Ainda Estou Aqui recebe três indicações ao Oscar, nas categorias de Melhor Filme, Melhor Atriz (com Fernanda Torres) e Melhor Filme Internacional.[84]
- 2 de março – O filme Ainda Estou Aqui vence o Oscar de Melhor Filme Internacional, tornando-se o primeiro filme brasileiro a ser premiado pela Academia.[85]
- 24 de maio – Wagner Moura vence prêmio de melhor ator, e o diretor Kleber Mendonça Filho, de melhor diretor, pelo filme O Agente Secreto no Festival de Cannes.[86]

## Esportes
- 25 de janeiro – São Paulo conquista a Copa São Paulo de Futebol Júnior pela quinta vez ao vencer o Corinthians por 3-2 no Estádio do Pacaembu.[87]
- 2 de fevereiro – Flamengo conquista a Supercopa Rei pela terceira vez ao vencer o Botafogo por 3-1 no Estádio Mangueirão, em Belém, Pará.[88]
- 16 de fevereiro – O tenista João Fonseca conquista seu primeiro título internacional, após tornar-se campeão do ATP 250 de Buenos Aires, ao vencer o competidor argentino Francisco Cerundolo na final do torneio por 2 sets a 0.[89]
- 27 de fevereiro – Racing Club conquista o título da Recopa Sul-Americana pela primeira vez ao vencer o Botafogo duas vezes por 2-0 no El Cilindro, em Avellaneda, Argentina, e no Estádio Nilton Santos.[90]
- 15 de março – São Paulo conquista a Supercopa do Brasil de Futebol Feminino pela primeira vez ao derrotar o Corinthians nos pênaltis por 4-3, após o empate sem gols no Estádio do Morumbi.[91]
- 16 de março – Estreia de Gabriel Bortoleto pela equipe Sauber no Grande Prêmio da Austrália, marcando o retorno do Brasil ao grid da Fórmula 1 após oito anos. O piloto abandonou a prova após uma batida na 47.ª volta.[92]
- 20 de abril – Em Macau, Hugo Calderano conquista o título da Copa do Mundo de Tênis de Mesa, derrotando na final o chinês Lin Shidong por 4 sets a 1. Foi a primeira vez em que um mesatenista de fora da Ásia e da Europa venceu a competição.[93]
- 1 de maio – Osasco é campeão da Superliga Feminina de Vôlei pela sexta vez ao vencer o Sesi Bauru na final por 3 sets a 1 no Ginásio do Ibirapuera, em São Paulo.[94]
- 4 de maio – Sada Cruzeiro é campeão da Superliga Masculina de Vôlei pela nona vez ao vencer o Vôlei Renata/Campinas na final por 3 sets a 1 no Ginásio do Ibirapuera, em São Paulo.[95]
- 11 de maio – Em Vitória, Seicheles, a Seleção Brasileira conquista a Copa do Mundo FIFA de Futebol de Areia pela sétima vez ao derrotar Belarus na final por 4-3.[96]
- 18 de junho – Franca conquista o título do Novo Basquete Brasil pela quarta vez consecutiva ao vencer o Minas por 86-73 no Ginásio Pedrocão e fechar em 3-1 a série decisiva.[97]
- 28 de junho – Pelas oitavas de final da Copa do Mundo de Clubes da FIFA, Palmeiras vence o Botafogo na prorrogação por 1-0 em jogo realizado no Lincoln Financial Field, na Filadélfia, Estados Unidos.[98]
- 29 de junho – Flamengo é eliminado da Copa do Mundo de Clubes da FIFA nas oitavas de final ao ser derrotado pelo Bayern de Munique por 4-2 no Hard Rock Stadium, em Miami, Estados Unidos.[99]
- 4 de julho – Palmeiras é eliminado da Copa do Mundo de Clubes da FIFA nas quartas de final ao ser derrotado pelo Chelsea por 2-1 no Lincoln Financial Field, na Filadélfia, Estados Unidos.[100]
- 8 de julho – Fluminense é eliminado da Copa do Mundo de Clubes da FIFA na semifinal ao ser derrotado pelo Chelsea por 2-0 no MetLife Stadium, em Nova Jersey, Estados Unidos.[101]
- 2 de agosto – Seleção Brasileira conquista o título da Copa América de Futebol Feminino pela nona vez ao vencer a Colômbia nos pênaltis por 5-4, após o empate por 4-4 na final disputada no Estádio Rodrigo Paz Delgado, em Quito, Equador.[102]
- 3 de agosto – Rafael Câmara conquista o título da Fórmula 3 ao vencer a etapa de Hungaroring, na Hungria.[103]

## Música
- 6 de janeiro – Christina Aguilera realiza seu primeiro show no Brasil.[104]
- 2 de fevereiro – O Grammy Awards de 2025 contou com vários brasileiros entre os indicados. Anitta concorreu na categoria de Melhor Álbum Pop Latino,[105] enquanto Milton Nascimento disputou o prêmio de Melhor Álbum Vocal de Jazz.[106] Já na categoria de Melhor Álbum Latino de Jazz, Eliane Elias, com Time And Again, e Hamilton de Holanda, com Collab, também representaram o Brasil. No entanto, nenhum dos indicados brasileiros saiu vencedor. Além disso, o cantor Sérgio Mendes foi homenageado postumamente nesta edição.[107]
- 11 de fevereiro – Shakira faz o primeiro show de sua turnê no Rio de Janeiro.[108]
- 28 a 30 de março – aconteceu o Festival Lollapalooza Brasil 2025, que contou com Olivia Rodrigo, Shawn Mendes e Justin Timberlake como atrações principais. A edição deste ano reuniu um público de mais de 240 mil pessoas ao longo dos três dias de evento.[109] Além dos três artistas já mencionados, o festival também teve como atrações principais Rüfüs du Sol, Alanis Morissette e Tool. Ao todo, 16 artistas se apresentaram no Brasil pela primeira vez, incluindo Tate McRae e o indicado a artista revelação do Grammy 2025, Benson Boone. Entre as atrações brasileiras, destacaram-se Jão, Sepultura e Terno Rei.[109]
- 3 de maio – ocorreu no Rio de Janeiro a segunda edição de Todo Mundo no Rio com a apresentação da cantora Lady Gaga, de acordo com a prefeitura do Rio o evento reuniu um público de mais de 2,1 milhões de pessoas, batendo o recorde histórico de público para uma cantora feminina.[110][111]
- 4 de junho – A 32ª edição do Prêmio da Música Brasileira premiou grandes nomes da música nacional. Entre os vencedores, destacam-se Zeca Pagodinho na categoria samba, João Gomes na categoria sertaneja e João Bosco em MPB. Na categoria artista revelação, o grupo Os Garotin foi o vencedor.[112]
- 6 a 14 de setembro – Início da 2ª edição do festival The Town.[113]
- 10 a 12 de outubro – Início da 7ª edição do festival Tomorrowland Brasil.[114]

## Mortes

### Janeiro
- 14 – Benedito de Lira – Político[115][116]
- 18
  - Zé Glória – Compositor[117]
  - Luizinho Andanças – Intérprete de samba-enredo e compositor[118]
- 19
  - Márcia Lage – Carnavalesca[119]
  - Léo Batista – Jornalista e locutor[120]
- 23 – Neilton Mulim – Político[121]
- 28
  - Marina Colasanti – Escritora[122]
  - Fábio de Mello – Coreógrafo[123]
- 29 – Zuzuca do Salgueiro – Compositor[124]

### Fevereiro
- 2 – Newton Cardoso – Político[125]
- 5 – Raul Tessari – empresário e economista[126]
- 6 – Vital Farias – Cantor e compositor[127]
- 12 – Fernando Monteiro – Cineasta e escritor[128]
- 14 – Cacá Diegues – Cineasta[129]
- 17 – Seo Carlão – Sambista[130]
- 22 – Lílian Knapp – Cantora[131]

### Março
- 5 – Antônio Andrade – Político[132]
- 16 – Salomão Ésper – Jornalista[133]
- 18 – Wlamir Marques – Basquetebolista[134]
- 19 – Cláudio Lembo – Político; ex-governador de São Paulo[135]
- 26 – Fuad Noman – Político; então prefeito de Belo Horizonte[136]
- 29 – Oil Man – Biólogo[137]

### Abril
- 1 – Leandro Domingues – Futebolista[138]
- 2 – Pinha – Voleibolista[139]
- 6 – Antônio Barros – Cantor e compositor[140]
- 8 – Manga – Futebolista[141]
- 20 – Cristina Buarque – Cantora e compositora[142]
- 24
  - Edy Star – Cantor, compositor e dançarino[143]
  - Lúcia Alves – Atriz[144]

### Maio
- 1 – Nana Caymmi – Cantora[145]
- 16 – Maria Lúcia Godoy – Cantora lírica[146]
- 22 – Evanildo Bechara – Professor[147]
- 23 – Sebastião Salgado – Fotógrafo[148]
- 28 – Marcos Azambuja – Diplomata[149]

### Junho
- 4 – Niède Guidon – Arqueóloga, pesquisadora e professora universitária[150]
- 5 – Dennis Dauttmam – Estilista e político[151]
- 14 – Bira Presidente – Compositor e cantor[152]
- 19 – Francisco Cuoco – Ator[153]

### Julho
- 5 – Gedelti Gueiros – Pastor.[154]
- 11 – Maria Augusta Rodrigues – Carnavalesca[155]
- 13 – Flávio Pantera – Futebolista[156]
- 18 – Roberto Duailibi – Escritor e publicitário[157]
- 20
  - José Maria Marin – Dirigente esportivo e político[158]
  - Preta Gil – Cantora e atriz[159]

### Agosto
- 8 – Arlindo Cruz – Cantor e sambista[160]